# Dragon Quest XI
Dragon Quest XI: Echoes of an Elusive Age (ドラゴンクエストXI 過ぎ去りし時を求めて Doragon Kuesuto Irebun: Sugisarishi Toki o Motomete?) är ett datorrollspel som utvecklades till Playstation 4 och Nintendo 3DS. Playstation 4-versionen producerades av Yosuke Saito, och utvecklades i spelmotorn Unreal Engine. Spelets musik komponerades av Koichi Sugiyama.
Spelet är den elfte delen i spelserien Dragon Quest, och gavs ut av Square Enix i samband med seriens 30-årsjubileum år 2016.